# 岩舘侑哉
岩舘 侑哉（いわだて ゆうや、1985年5月25日 - ）は、東京都出身の元プロサッカー選手、指導者。ポジションはフォワード。

## 来歴
川崎フロンターレU-18から2004年に水戸ホーリーホックに加入。しかし、開幕前に骨折し、1年を棒に振る。2005年にJデビューを果たしたものの、なかなか得点を挙げられず、2006年第40節の横浜FC戦でついに初ゴールを挙げた。
2008年にカマタマーレ讃岐に移籍、開幕戦の徳島コンプリール戦において、4得点の活躍を上げた。
2009年シーズンは控えはおろかベンチ入りできることも少なくなり、同年限りで退団。
2010年、タイ・プレミアリーグ所属のTTMFCピチットに入団することが発表された。同年すぐにアーミー・ユナイテッドFCに移籍した。
2011年からは東京国際大学サッカー部のコーチとして指導を行っている。A級指導資格保持。2017年、早稲田大学卒業。

## 人物
- 水戸時代、なかなかゴールを決められない姿から「水戸の師匠」と、ありがたくないニックネームもつけられてしまう。2007年シーズン終盤には退場処分になった際、怒りでスポンサー看板を蹴り飛ばしてしまい、クラブ側から出場停止処分も受けたが、そんなキャラクターも含め、サポーターには非常に愛される存在であった。シーズン終了後のファン感謝デーでの涙の退団発表には貰い泣きするサポーターが続出する。
- 讃岐時代はスクールの子供たちやサポーターから愛されるキャラクターであった[3]。

## 所属クラブ
- 1998年 - 2000年 川崎フロンターレU-15
- 2001年 - 2003年 川崎フロンターレU-18 (東京高等学校)
- 2004年 - 2007年 水戸ホーリーホック
- 2008年 - 2009年 カマタマーレ讃岐
- 2010年 TTMFCピチット
- 2010年 アーミー・ユナイテッドFC

## 個人成績
| 国内大会個人成績 | 国内大会個人成績 | 国内大会個人成績 | 国内大会個人成績 | 国内大会個人成績 | 国内大会個人成績 | 国内大会個人成績 | 国内大会個人成績 | 国内大会個人成績 | 国内大会個人成績 | 国内大会個人成績 | 国内大会個人成績 |
| 年度             | クラブ           | 背番号           | リーグ           | リーグ戦         | リーグ戦         | リーグ杯         | リーグ杯         | オープン杯       | オープン杯       | 期間通算         | 期間通算         |
| 年度             | クラブ           | 背番号           | リーグ           | 出場             | 得点             | 出場             | 得点             | 出場             | 得点             | 出場             | 得点             |
| 日本             | 日本             | 日本             | 日本             | リーグ戦         | リーグ戦         | リーグ杯         | リーグ杯         | 天皇杯           | 天皇杯           | 期間通算         | 期間通算         |
| ---------------- | ---------------- | ---------------- | ---------------- | ---------------- | ---------------- | ---------------- | ---------------- | ---------------- | ---------------- | ---------------- | ---------------- |
| 2004             | 水戸             | 27               | J2               | 0                | 0                | -                | -                | 0                | 0                | 0                | 0                |
| 2005             | 水戸             | 27               | J2               | 21               | 0                | -                | -                | 1                | 0                | 22               | 0                |
| 2006             | 水戸             | 27               | J2               | 17               | 1                | -                | -                | 0                | 0                | 17               | 1                |
| 2007             | 水戸             | 27               | J2               | 34               | 1                | -                | -                | 1                | 0                | 35               | 1                |
| 2008             | 讃岐             | 11               | 四国             | 9                | 9                | -                | -                | 2                | 0                | 11               | 9                |
| 2009             | 讃岐             | 11               | 四国             | 8                | 3                | -                | -                | 0                | 0                | 8                | 3                |
| タイ             | タイ             | タイ             | タイ             | リーグ戦         | リーグ戦         | リーグ杯         | リーグ杯         | FA杯             | FA杯             | 期間通算         | 期間通算         |
| 2010             | ピチット         |                  | プレミア         |                  |                  | -                | -                | -                | -                |                  |                  |
| 2010             | タイアーミー     | 29               | プレミア         |                  |                  | -                | -                | -                | -                |                  |                  |
| 通算             | 日本             | 日本             | J2               | 72               | 2                | -                | -                | 2                | 0                | 74               | 2                |
| 通算             | 日本             | 日本             | 四国             | 17               | 12               | -                | -                | 2                | 0                | 19               | 12               |
| 通算             | タイ             | タイ             | プレミア         |                  |                  | -                | -                |                  |                  |                  |                  |
| 総通算           | 総通算           | 総通算           | 総通算           |                  |                  | -                | -                |                  |                  |                  |                  |